# Ryan Giggs
Ryan Giggs, né Ryan Joseph Wilson le 29 novembre 1973 à Cardiff (pays de Galles), est un footballeur international gallois qui a joué pendant toute sa carrière sportive au poste de milieu de terrain à Manchester United.
Ryan Giggs apparait pour la première fois sous le maillot de Manchester United pendant la saison 1991-1992. Il joue au poste de milieu latéral gauche pendant les années 1990 et 2000, bien qu'il soit de plus en plus utilisé dans un rôle plus axial dans ses dernières années. Au niveau international, il joue pour la sélection du pays de Galles dès ses dix-sept ans faisant de lui le plus jeune joueur à représenter son pays. Il prend sa retraite internationale le 2 juin 2007. À l'occasion des Jeux olympiques de 2012, Giggs est sélectionné parmi les trois joueurs de plus de 23 ans pour représenter la Grande-Bretagne, et en est le capitaine.
Ryan Giggs a longtemps été le joueur le plus titré de l'histoire du football avec 35 titres à son actif (il est rejoint par Dani Alves en 2018). Il détient également le record de matchs officiels de Manchester United. Pendant sa carrière, il remporte notamment treize Premier League, quatre Coupes d'Angleterre, trois Coupes de la Ligue anglaise, ainsi que deux Ligues des champions. Lors de ses dernières années, Ryan Giggs est le capitaine de l'équipe à de nombreuses reprises, particulièrement durant la saison 2007-2008, à la suite des blessures à répétition de Gary Neville. Il fait partie des rares joueurs de champ à avoir remporté le championnat d'Angleterre lors de trois décennies différentes.
Ryan Giggs remporte de nombreuses distinctions personnelles. Il est le premier joueur dans l'histoire à remporter deux fois consécutivement le trophée du jeune joueur de l'année PFA (en) en 1992 et 1993, mais doit attendre 2009 pour être désigné joueur de l'année PFA du championnat d'Angleterre de football. En 2003, il est désigné parmi l'équipe de la décennie 1992-2002 de Premier League, et en 2007 parmi l'équipe du centenaire de la PFA, de même que parmi l'équipe du centenaire de la FA Cup. En 2011, le Gallois est élu meilleur joueur de tous les temps de Manchester United par les supporters des Red Devils. Il détient le record du nombre de passes décisives de l'histoire de la Premier League (162 passes).
Dans sa carrière de footballeur professionnel, Ryan Giggs n'a connu qu'un seul club (Manchester United), deux entraîneurs (Alex Ferguson et David Moyes) et un seul agent (Harry Swales).
Il est le sélectionneur des Dragons du Pays de Galles entre 2018 et 2022.

## Biographie

### Enfance et parcours junior
Ryan Joseph Wilson nait à l'Hôpital St David de Cardiff. Il est le fils de Danny Wilson, à l'époque joueur de rugby à XIII pour le Cardiff RFC et de Lynne Giggs (aujourd'hui Lynne Johnson). Ryan Giggs est métis - son grand-père paternel est de la Sierra Leone - et a eu l'occasion de parler du racisme auquel il a été confronté étant enfant. Durant son enfance, il passe beaucoup de temps avec ses grands-parents maternels où il a pour habitude de jouer au football ainsi qu'au rugby. En 1980, quand Ryan a six ans, son père change de club et signe pour Swinton Lions Rugby League Club, forçant toute la famille à se déplacer vers le nord à Salford dans le comté du Grand Manchester. Ce déménagement est vécu comme un traumatisme pour lui, celui-ci restant très attaché à ses grands-parents de Cardiff.
À Salford, Ryan Giggs joue dans l'équipe locale de football, le Deans FC, alors entrainée par l'un des dénicheurs de talents de Manchester City : Dennis Schofield. Celui-ci recommande à Manchester City de recruter le jeune garçon qui signe ainsi dans leur école d'excellence. Dans le même temps, Ryan Giggs continue de jouer pour les Salford Boys qui se hissent en finale de la Granada Schools Cup jouée à Anfield en 1987. Capitaine de l'équipe, il mène les siens à la victoire contre Blackburn FC (3-2 ap). Sur les trois buts inscrits par son équipe, il est l'auteur des trois passes décisives et est élu homme du match. Le trophée lui est remis par le directeur du recrutement de Liverpool FC : Ron Yeats.

### Manchester United (1987-2014)

#### Débuts rapides en professionnel (1987-1993)

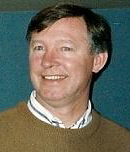
Alex Ferguson se rend personnellement chez Ryan Giggs pour lui proposer son premier contrat.

Lors de ses matchs avec le Deans FC, il est régulièrement suivi par la presse locale et l'intendant d'Old Trafford : Harold Wood. Celui-ci parle à Alex Ferguson, qui décide alors d'envoyer un observateur. C'est ainsi que Ryan Giggs se voit proposer un essai durant la période de Noël en 1986. Avec les Salford Boys, il joue un match contre l'équipe des moins de quinze ans de Manchester United à The Cliff et marque un triplé. Le 29 novembre 1987, pour son quatorzième anniversaire, Alex Ferguson se présente personnellement au domicile de Ryan Giggs aux côtés du recruteur Joe Brown et lui offre un contrat de deux ans durant lequel il peut, s'il le souhaite, poursuivre son cursus scolaire. Ils persuadent le jeune homme de signer en lui offrant la possibilité de devenir professionnel en seulement trois ans. Il change son nom de famille à seize ans lorsque sa mère se remarie deux ans après la séparation de ses parents.
L'ailier gauche se voit offrir son premier contrat professionnel le jour de son 17e anniversaire, le 29 novembre 1990 et le signe deux jours plus tard. La quête d'un ailier gauche de qualité par Alex Ferguson n'est pas facile après le départ de Jesper Olsen deux ans auparavant. Il avait d'abord fait signer Ralph Milne (en) mais le joueur quitte le club après seulement une saison au sein de l'équipe première. Ferguson recrute alors l'ailier de Southampton, Danny Wallace en septembre 1989 mais celui-ci ne parvient pas à briller et lutte avec le jeune Lee Sharpe, 19 ans, pour le rôle de titulaire sur l'aile gauche de l'attaque.
Ryan Giggs fait ses débuts en championnat contre Everton FC à Old Trafford le 2 mars 1991, remplaçant Denis Irwin de retour de blessure (défaite 2 à 0). Un mois plus tard, le 4 mai 1991, il joue son premier match en tant que titulaire lors du derby de Manchester et marque l'unique but de la rencontre. Malgré cela, il n'est pas sélectionné dans le groupe de joueurs qui bat le FC Barcelone lors de la Coupe des Coupes, onze jours plus tard.
Ryan Giggs perce en équipe première alors qu'il est seulement âgé dix-sept ans, et est le premier des joueurs révélés sous l'ère Alex Ferguson à Manchester United. Plus jeune joueur de l'équipe première, il observe les joueurs plus âgés comme Bryan Robson à qui il demande des conseils. Bryan Robson recommande à Ryan Giggs de signer avec Harry Swales, son propre agent qu'il a lui-même hérité de Kevin Keegan.

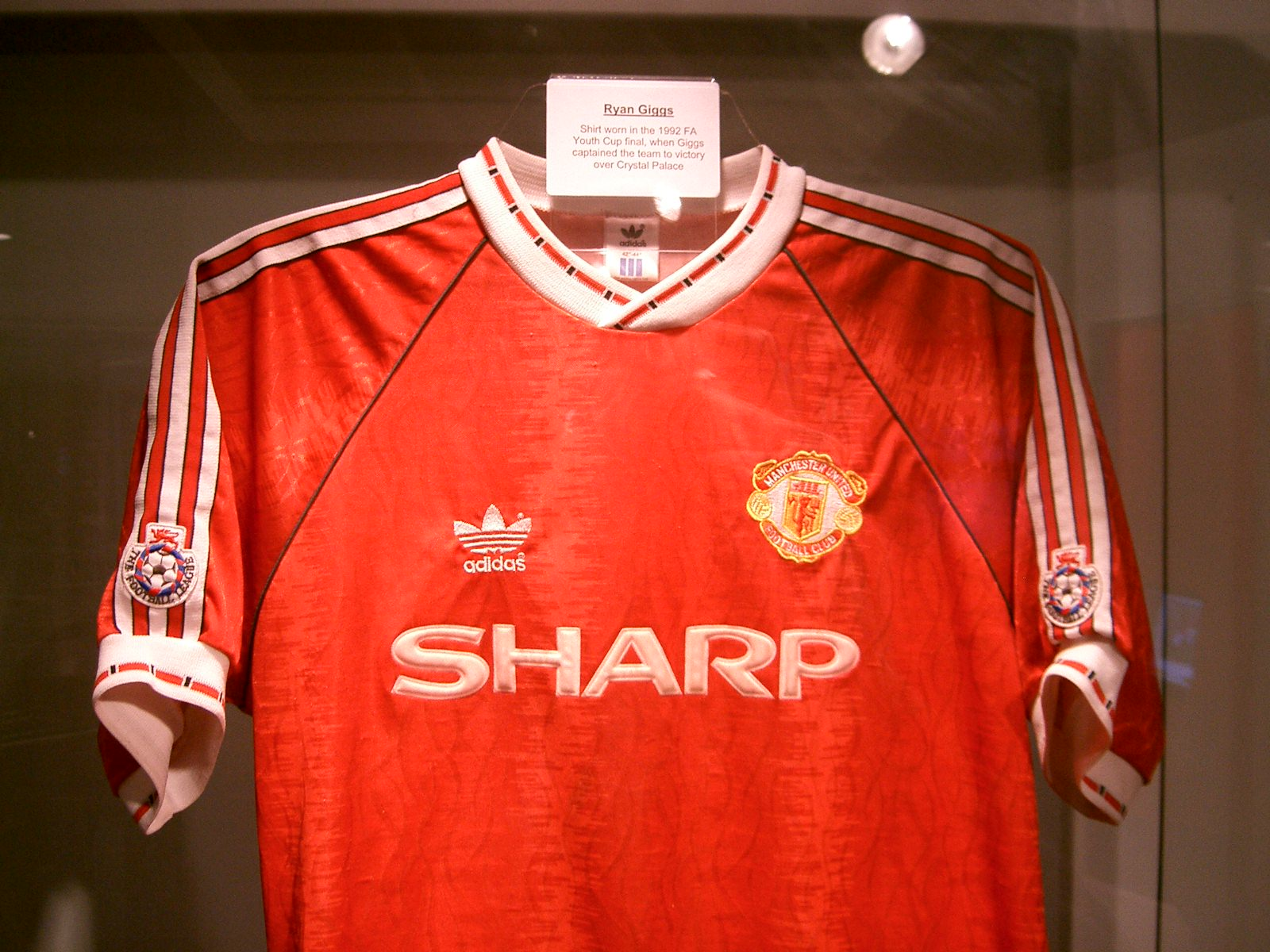
Maillot de Ryan Giggs lors de la finale de la FA Youth Cup 1992.

Ryan Giggs devient un joueur régulier de l'équipe première au début de la saison 1991-1992, devient international gallois, mais continue à être utilisé avec l'équipe réserve dont il est le capitaine. Composée de nombreux « Fergie's Fledglings » (les oisillons de Fergie), l'équipe remporte la FA Youth Cup en 1992. Cette saison-là, Ryan Giggs et son équipe échouent à la deuxième place du classement derrière Leeds United (pour la dernière année de la First Division avant l'avènement de la Premier League). Les joueurs de United mènent ainsi au classement durant la majeure partie de la saison avant qu'une série de résultats négatifs en avril 1992 les voit se faire dépasser par le club du Yorkshire de l'Ouest. Ryan Giggs récolte son premier trophée le 12 avril 1992, en battant Nottingham Forest en finale de la Coupe de la Ligue, après avoir délivré une passe décisive pour Brian McClair pour le seul but du match. À la fin de la saison, il est élu jeune joueur de l'année PFA (en).
Dès le début de la saison 1992-1993, première saison de la nouvellement formée Premier League, Ryan Giggs relègue Lee Sharpe sur le banc et devient l'ailier gauche titulaire de l'équipe. Il est alors considéré comme l'un des deux meilleurs jeunes ailiers du football anglais, aux côtés de Steve McManaman. Ryan Giggs aide Manchester United à conquérir leur premier titre de championnat national depuis 26 ans.

#### Ailier gauche d'un club majeur (1993-1999)
Alex Ferguson, jouant le rôle de protecteur, interdit à Ryan Giggs toute interview jusqu'à ses vingt ans, et sa première entrevue avec Des Lynam (en) de la BBC pour Match of the Day pendant la saison 1993-1994. Cette saison-là, Manchester United remporte le doublé Coupe-Championnat, Ryan Giggs étant l'un des joueurs clés de l'équipe aux côtés de Éric Cantona, Paul Ince et Mark Hughes. Ryan Giggs joue également finale de la Coupe de la Ligue, perdue 3-1 face à Aston Villa. En dehors du terrain, les journaux affirment que Ryan Giggs a « révolutionné l'image du football à lui seul lorsqu'il est apparu adolescent avec son allure, sa tignasse de cheveux noirs ébouriffée et son visage d'enfant, et l'éblouissante union entre son pied gauche d'une souplesse incroyable et un ballon de football ». À la suite de cela, il se voit offrir de nombreuses opportunités normalement réservées aux joueurs expérimentés, comme le lancement de sa propre émission de télévision, Ryan Giggs Soccer Skills, diffusée en 1994, qui sera aussi déclinée en livre. Au milieu des années 1990, il cristallise alors l'envie de la Premier League de se faire connaître à l'échelle mondiale, puisqu'il est présenté dans d'innombrables magazines de football et fait l'objet de nombreuses unes de couvertures. Il devient ainsi un nom de marque qui annonce le début de l'époque où les footballeurs commencent à devenir des stars aussi célèbres que des artistes. Malgré son aversion pour la médiatisation, Ryan Giggs devient aussi un adolescent adulé puisqu'il est décrit comme le premier « Poster Boy » de Premiership, et le « Jeune prodige ». Il est reconnu comme étant la première star du football à capter autant l'attention du public depuis l'époque de George Best ; l'ironie veut que George Best et Bobby Charlton aient pour habitude de décrire Ryan Giggs comme étant leur jeune joueur préféré, se retrouvant régulièrement au terrain d'entrainement The Cliff juste pour le regarder. À la fin de la saison 1993-1994, Ryan Giggs devient le premier joueur de l'histoire à remporter deux années consécutives le titre de jeune joueur de l'année PFA (en) (exploit égalé par Robbie Fowler et Wayne Rooney ensuite).
Une blessure contractée durant la saison 1994-1995 restreint Ryan Giggs à 29 apparitions en Premier League pour seulement un but. Il retrouve la pleine possession de ses moyens avant d'entamer la dernière ligne droite de la saison. Parallèlement, il entame sa saison européenne en inscrivant un doublé contre IFK Göteborg en match de poule de Ligue des champions (victoire 4-2). En FA Cup, il inscrit un but lors du quatrième tour face à Wrexham FC, ce qui amène à 4 son total de buts marqués pendant la saison. Malheureusement pour Manchester United, cela ne suffit pas pour décrocher les trophées espérés. Ainsi, incapable de battre West Ham United pour l'ultime levée de la saison, son club se voit déposséder sur le fil du titre de champion d'Angleterre au profit de Blackburn Rovers. Puis, une semaine plus tard, il ne peut empêcher une défaite 1 à 0 de son équipe en finale de FA Cup contre Everton FC malgré son entrée à la mi-temps.
C'est un Ryan Giggs en pleine forme qui commence la saison 1995-1996. Il joue d'ailleurs un rôle déterminant dans l'acquisition du second doublé coupe-championnat du club, inscrivant notamment un but contre Everton FC au Goodison Park le 9 septembre 1995 (but par la suite sélectionné pour le trophée du plus beau but de la saison). En novembre 1995, il marque un doublé contre Southampton FC (victoire 4-1), qui permet de maintenir la pression sur Newcastle United alors large leader du championnat (dix points d'avance le 23 décembre). Finalement, Newcastle United se fait rattraper par Manchester United à partir de mars 1996. Ryan Giggs participe également à la victoire des siens en finale de FA Cup contre Liverpool FC le 11 mai 1996, qui voit Éric Cantona inscrire l'unique but de la rencontre. L'équipe d'Alex Ferguson est alors composée de nombreux jeunes issus du centre de formation comme Gary Neville, Phil Neville, Nicky Butt, David Beckham ou encore Paul Scholes. David Beckham s'installe sur l'aile droite et Nicky Butt succède à Paul Ince au milieu. C'est un milieu de terrain rajeunie et redessiné qui s'installe, encadré par Ryan Giggs et Roy Keane.
Lors de la saison 1996-1997, Ryan Giggs a pour la première fois l'opportunité de briller au niveau continental. Acteur prépondérant du gain du troisième titre national en quatre saisons, il aide également son équipe à atteindre les demi-finales de Ligue des champions, une première pour son club depuis 28 ans. Leurs espoirs de titre européen prennent fin contre le Borussia Dortmund, sorti victorieux 1 à 0 à l'aller comme au retour. À la fin de la saison, Alessandro Del Piero déclare aux médias italiens que Ryan Giggs est l'un de ses joueurs préférés : « C'est très embarrassant à dire mais j'ai pleuré deux fois en regardant un joueur de football, la première fois était pour Roberto Baggio, et la seconde pour Ryan Giggs. ».
Durant la saison 1997-1998, Manchester United ne parvient pas à conserver son titre, finalement remporté par Arsenal FC après une lutte acharnée. C'est seulement la seconde fois depuis 1989 que Manchester United termine la saison sans trophée.

#### Leader de l'équipe (1999-2007)
Le début de la saison 1998-1999 voit Ryan Giggs manquer de nombreux matchs pour cause de blessures. Cependant après son rétablissement, il enchaîne les bonnes performances et participe aux deux finales de coupes dans lesquelles son équipe est engagée. L'un des moments phares de sa saison est son but en prolongations en demi-finale de FA Cup contre leurs rivaux d'Arsenal FC, (victoire finale 2-1) mais on peut également citer son but égalisateur à domicile à la 90e minute de la demi-finale de la Ligue des champions contre la Juventus. Sa passe décisive pour le but égalisateur de Teddy Sheringham lors de la finale de C1 est considérée comme le point culminant de sa saison. Grâce à ce nouveau trophée, Manchester United remporte un triplé historique. Ryan Giggs est également élu homme du match lors de la victoire de son équipe 1-0 contre Palmeiras en Coupe intercontinentale 1999.

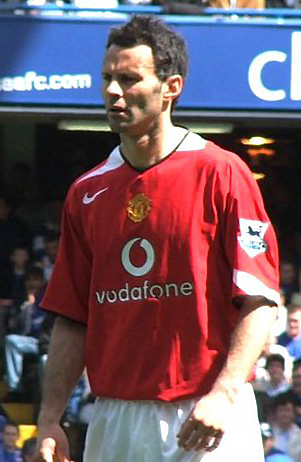
Ryan Giggs en 2006.

À la suite du triplé historique du club (Coupe-Championnat-Ligue des champions), Ryan Giggs continue d'exceller sur l'aile gauche de l'attaque. Il fête son dixième anniversaire au sein du club à l'occasion d'un match de gala organisé à l'entame de la saison 2001-2002 contre le Celtic Glasgow à Old Trafford. Cependant, cette saison est l'une des plus mauvaises du club depuis ses débuts au sein de l'équipe première. Une succession de mauvais résultats à la fin de l'automne les prive de titre national et l'équipe d'Alex Ferguson est éliminée en demi-finale de Ligue des champions par le Bayer Leverkusen, considéré comme outsider.
Ryan Giggs devient le plus ancien joueur de Manchester United lorsque Denis Irwin quitte le club en mai 2002. À l'automne 2002, il inscrit son centième but en carrière contre Chelsea FC à Stamford Bridge. Le 22 mai 2004, il gagne la FA Cup pour la quatrième fois et devient le seul joueur, avec Roy Keane, à gagner autant de fois ce trophée avec Manchester United. En septembre 2004, après un match contre Liverpool FC, Ryan Giggs entre dans le cercle fermé des joueurs à plus de 600 matchs avec Manchester United, aux côtés de Sir Bobby Charlton et Bill Foulkes. En 2005, il est introduit au English Football Hall of Fame (Temple de la renommée du football anglais) en reconnaissance de sa contribution pour ce sport en Angleterre.
En mai 2007, United remporte un nouveau championnat d'Angleterre et Ryan Giggs établit un nouveau record en engrangeant son neuvième titre national, battant le record partagé par Alan Hansen et Phil Neal (8 titres). Il joue un rôle important dans la victoire du Community Shield de 2007 contre Chelsea FC en trouvant le chemin des filets en première mi-temps pour amener son équipe à égalité (1-1).

#### Repositionnement dans l'axe et fin de carrière (2007-2014)
Lors de la saison 2007-2008, Alex Ferguson instaure un système de rotation entre Ryan Giggs et les nouveaux arrivants Nani et Anderson. Le 8 décembre 2007, il marque son centième but avec les Red Devils lors de la victoire (4-1) contre Derby County. Le 20 février 2008, il joue son centième match de Ligue des champions contre l'Olympique lyonnais. Le 11 mai 2008, son entrée en jeu à la place de Park Ji-sung lui permet d'égaliser Bobby Charlton au nombre de matchs joués pour Manchester United avec 758 rencontres. Il inscrit d'ailleurs le second but du match, ce qui permet à son club de gagner le championnat, le dixième pour le gallois. Dix jours plus tard, le 21 mai 2008, à l'occasion de la finale de la Ligue des champions contre Chelsea FC, Ryan Giggs dépasse Bobby Charlton en jouant son 759e match toutes compétitions confondues. A cette occasion, il remporte sa seconde Ligue des champions, à la suite d'une séance de tir aux but gagnée 6-5 (1-1 à l'issue du temps réglementaire) où c'est lui qui inscrit le pénalty victorieux en mort subite.
Le début de la campagne 2008-2009 marque le replacement de Ryan Giggs au centre du terrain, en tant que milieu offensif en soutien des attaquants. Alex Ferguson explique lors d'une interview : « Giggs est un joueur très important, il aura 35 ans en novembre mais à 35 ans, il peut encore être le joueur clé de United. À 25 ans, Ryan aurait déposé ses vis-à-vis par ses courses le long de la ligne, mais à 35 ans, il jouera au cœur du jeu ». Ryan Giggs commençant à acquérir en parallèle ses diplômes d’entraîneurs, Alex Ferguson émet le souhait qu'il fasse partie de son staff à l'issue de sa carrière. Après des spéculations sur son avenir au sein du club alors que son contrat expire en juin, il signe une prolongation d'un an en février 2009. Après une saison faste, Ryan Giggs est nommé pour le titre de Joueur de l'année PFA du championnat d'Angleterre avec quatre de ses coéquipiers. Le 26 avril 2009, bien qu’il n’ait commencé que douze matchs au moment de la remise des prix, il reçoit pour la première fois de sa carrière ce trophée. Avant la cérémonie, Alex Ferguson avait pronostiqué une victoire de son joueur, expliquant que « ce prix serait mérité et ne ferait que récompenser la contribution à long terme du joueur pour le football ». Ryan Giggs joue son 800e match sous les couleurs de Manchester United le 29 avril 2009, lors de la victoire des siens contre Arsenal FC en demi-finale de la Ligue des champions. Le 16 mai 2009, Manchester United remporte le championnat après un match nul (0-0) à nouveau contre les Londoniens, ce qui permet à Ryan Giggs d’accroitre son palmarès avec un onzième titre de champion d’Angleterre.

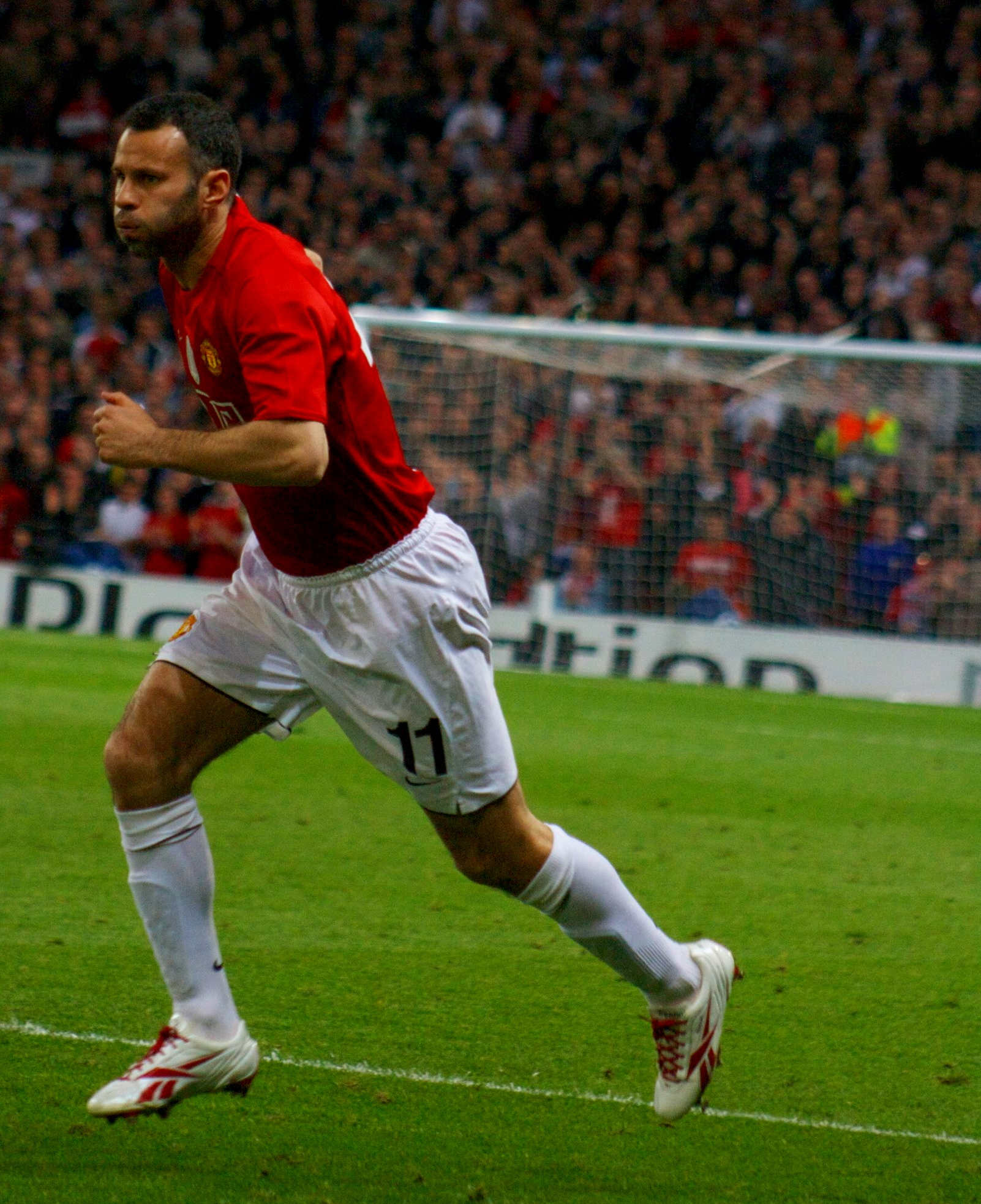
Ryan Giggs en 2009.

En match amical de pré-saison 2009-2010, Ryan Giggs inscrit son premier triplé contre Zhejiang Greentown, en ne jouant que la seconde mi-temps. Le 12 septembre 2009, il joue son 700e match en tant que titulaire pour Manchester United contre Tottenham Hotspur. Il marque ensuite son 150e but pour le club lors du premier match de poule de Ligue des champions contre le VfL Wolfsburg et devient alors le neuvième meilleur buteur de l’histoire du club. Le 28 novembre 2009, à la veille de ses 36 ans, il inscrit son centième but en Premier League face à Portsmouth FC (4-1), c'est le dix-septième joueur de l’histoire à atteindre ce total. Le 30 novembre 2009, le lendemain de ses 36 ans, Ryan Giggs se voit offrir une nouvelle prolongation de contrat d’un an qui le conduit jusqu’à la fin de la saison 2010-2011 et le verrait ainsi atteindre le vingtième anniversaire de son premier match et premier but avec Manchester United. Le même jour, il est nommé pour le titre de BBC Personality of the Year 2009, qu’il gagne. Le 12 décembre 2009, il joue son 535e match de Premier League, dépassant Gary Speed. Le 31 décembre 2009, il est élu « joueur de la décennie de Manchester United ». Le 24 avril 2010, Ryan Giggs inscrit le premier doublé sur penalties de sa carrière, lors d’une victoire 3-1 à domicile face à Tottenham Hotspur,.
Le 16 août 2010, Ryan Giggs marque son premier but de la saison contre Newcastle United (victoire 3-0) en match d’ouverture du championnat. Ce but lui lui permet d’établir le record d’avoir inscrit au moins un but par saison depuis la création de la Premier League. Ayant marqué lors des deux dernières saisons de l’ancienne First Division (avant 1992), il a maintenant marqué lors de 21 saisons consécutives parmi l’élite anglaise. Le 17 janvier 2011, il atteint la barre des 600 matchs avec Manchester United contre Tottenham Hotspur. Ryan Giggs signe pour une saison supplémentaire avec Manchester le 18 février, portant son contrat jusqu’à juin 2012. Début 2011, il est élu meilleur joueur de l'histoire du club par les supporters. Le 6 mars de la même année, à l'occasion d'une rencontre face à Liverpool FC (3-1), il devient le joueur ayant disputé le plus de rencontres en Championnat d'Angleterre avec Manchester United. Il dépasse à nouveau Bobby Charlton qui a porté 606 fois le maillot des Red Devils entre 1956 et 1973. Le 26 avril, face à Schalke 04 en demi-finale aller de Ligue des champions (2-0), il marque le premier but de son équipe, ce qui fait de lui le buteur le plus âgé de l’histoire de la compétition,. Il participe également à la finale, remportée 3 buts à 1 par le FC Barcelone.
Ryan Giggs commence sa saison 2011-2012 le 14 septembre 2011, en match de poule de la Ligue des champions contre le Benfica Lisbonne, et marque le but égalisateur (résultat final 1-1). Il repousse ainsi son propre record du buteur le plus âgé de l’histoire de C1 et devient aussi le premier joueur à avoir marqué lors de seize campagnes européennes différentes. Le 19 novembre 2011, Ryan Giggs joue pour la première fois de sa carrière un match de championnat au Pays de Galles, contre Swansea City (victoire 1-0). Il étend ensuite sa série de buts à 22 saisons consécutives, en inscrivant le troisième but du match contre Fulham FC à Craven Cottage (victoire 5-0). Le 10 février 2012, Ryan Giggs signe une nouvelle prolongation de contrat pour une saison supplémentaire. Le 26 février, il fait sa 900e apparition sous les couleurs de Manchester United, lors d’une victoire à l’extérieur 2-1 contre Norwich City et en profite pour inscrire le but de la victoire à la 90e minute sur un centre d’Ashley Young. Après le match, Alex Ferguson déclare à la chaîne BBC Sport que, selon lui, aucun autre joueur n'atteindra de nouveau 900 matchs pour un seul et unique club. En mars 2011, Ryan Giggs a joué avec plus de 140 joueurs différents passés par le club. Le 19 octobre 2012, à presque 39 ans, il explique au journal The Daily Telegraph vouloir entamer une carrière d'entraîneur après sa retraite sportive. Il dit également hésiter à arrêter sa carrière à l'issue de la saison.
Ryan Giggs inscrit son premier but de la saison 2012-2013 face à Everton FC le 10 février 2013 pour une victoire 2 à 0 à domicile. Il étend au passage sa série de buts marqués à 23 saisons consécutives dans l'élite. Le 1er mars 2013, il prolonge d'une année supplémentaire son contrat avec Manchester United, ce qui le lie désormais aux Red Devils jusqu'en juin 2014,,. Quatre jours plus tard, le 5 mars 2013, Ryan Giggs joue son millième match professionnel à l'occasion du huitième-de-finale retour de la Ligue des champions contre le Real Madrid.
Le 4 juillet 2013, Ryan Giggs est promu entraineur-joueur par le nouveau manager David Moyes,. Il est ensuite propulsé en tant qu'entraineur par intérim après le licenciement de ce dernier en avril 2014. En quatre matchs dirigés, lui et son équipe obtiennent deux victoires, pour un match nul et une défaite. Ryan Giggs annonce sa retraite sportive le 19 mai 2014 dans une lettre ouverte à tous les fans de Manchester United qu'il met en ligne sur le site officiel du club.

### Carrière internationale

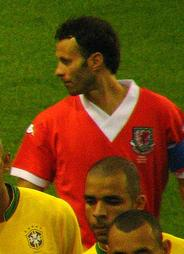
Ryan Giggs a porté 64 fois le maillot gallois.

#### Pays de Galles (1991-2007)
Né à Cardiff de parents gallois, Ryan Giggs représente le Pays de Galles au niveau international mais n'a jamais participé à une phase finale d'un tournoi majeur.
Utilisant le nom de Ryan Wilson, le jeune milieu de terrain devient capitaine de l'équipe d'Angleterre des moins de 16 ans en 1989, à Wembley contre l'Allemagne, grâce à la situation géographique de son école. Il n'est cependant pas éligible au sein de l'équipe senior,,. Ryan Giggs a toujours affirmé qu'il aurait de toute façon privilégié le maillot du pays de Galles. En 2002, il déclare d'ailleurs à ce sujet : « je préfère passer ma carrière dans une équipe qualifiée pour aucune compétition majeure plutôt que pour un pays où je ne suis pas né et auquel mes parents n'avaient aucun attachement ».
En mai 1991, il fait ses débuts au sein de l'équipe du pays de Galles espoirs par une victoire 2-1 face à la Pologne à Varsovie. Ce match constitue sa seule et unique sélection dans cette catégorie, puisqu'il joue ensuite en équipe senior.
Le 16 octobre 1991, Ryan Giggs devient international gallois lors d'un match des éliminatoires de l'Euro 1992 face à l'Allemagne, en remplaçant Eric Young à la 84e minute. Il est alors âgé de 17 ans et 321 jours, et devient le plus jeune joueur de l'histoire de l'équipe galloise. Il conserve ce record jusqu'en juin 1998, date à laquelle Ryan Green (en) débute à 17 ans et 226 jours. Le pays de Galles échoue dans sa qualification pour l'Euro 1992, perdant ce match décisif face aux Allemands (4-1). Le premier but de Ryan Giggs en sélection intervient le 31 mars 1993, lors d'une victoire 3-0 contre la Belgique à Cardiff en qualification pour la Coupe du monde 1994.
Après ses débuts internationaux en 1991, il manque 18 matchs amicaux consécutifs, avant de finalement faire une apparition contre la Finlande en mars 2000 pour sa 25e selection. La raison principale de ces non-sélections est une mesure de protection afin d'empêcher les blessures inutiles, comme il l'explique plus tard dans son autobiographie : « À cette époque, chaque fois que je jouais 2 matchs dans la même semaine, j'avais l'impression de contracter une blessure, alors Alex Ferguson et moi nous sommes posés pour en discuter, et avons conclu d'observer l'évolution match après match. Si le match international était amical, nous avions ainsi convenu que je ne jouerai pas ».
Le 5 septembre 2001, dans un match de qualification pour la Coupe du monde 2002 contre la Norvège, Ryan Giggs reçoit le seul carton rouge de sa carrière. Le milieu de terrain reçoit un deuxième carton jaune à la 86e minute.
En 2004, Ryan Giggs récupère le brassard de capitaine au sein de l'équipe du pays de Galles de football à la suite de la retraite internationale de Gary Speed. Le 12 octobre 2005, lors d'un match de qualification pour la Coupe du monde 2006 contre l'Azerbaïdjan, il inscrit un doublé qui permet à son équipe de l'emporter 2-0, mais ne peut empêcher la non-participation au Mondial. En septembre 2006, Ryan Giggs joue un match amical face au Brésil à White Hart Lane (défaite 2-0). Après le match, Dunga le sélectionneur brésilien, souligne l'excellente performance du gallois en déclarant qu'il aurait sa place pour jouer pour l'équipe cinq fois championne du monde, aux côtés de Kaká et Ronaldinho.
Ryan Giggs annonce son retrait de l'équipe nationale le 30 mai 2007 lors d'une conférence de presse tenu au Vale of Glamorgan Hotel, mettant fin à une carrière internationale de seize ans. Il déclare son envie de se concentrer sur sa carrière en club comme la principale raison de sa décision. Son dernier match avec le Pays de Galles est un match de qualification pour l'Euro 2008 contre la République tchèque le 2 juin 2007 à Cardiff (match nul 0-0). Il est élu Homme du match pour sa 64e apparition sous le maillot gallois. En novembre de la même année, il fait partie des trois joueurs en lice pour remporter le titre de joueur gallois de l'année, finalement glané par Craig Bellamy.
Dans une interview accordée à Western Mail le 26 mars 2010, il avoue avoir été tenté d'un retour en équipe nationale lors de la campagne qualificative à l'Euro 2012 à la suite de la blessure d'Aaron Ramsey. Il clarifie plus tard sa position en déclarant via BBC Radio Manchester qu'il ne reviendrait aux affaires qu'en cas d'urgence de la part du pays de Galles.

#### JO avec la Grande-Bretagne (2012)

Ryan Giggs porte les couleurs de la Grande-Bretagne pour les JO 2012 de Londres.

Le 2 juillet 2012, Ryan Giggs fait partie des 18 joueurs sélectionnés par Stuart Pearce pour disputer le tournoi masculin de football aux Jeux olympiques d'été de 2012 à Londres avec l'équipe de Grande-Bretagne. Cinq jours plus tard, il est nommé capitaine de cette dernière.
La Grande-Bretagne dispute son premier match sur la pelouse d'Old Trafford, les Britanniques ouvrent le score par l’intermédiaire d'un autre gallois, Craig Bellamy, qui reprend de volé un coup franc de Ryan Giggs mal repoussé par la défense sénégalaise. La Grande-Bretagne commence son tournoi olympique par un match nul (1-1),. La seconde journée est disputée le 29 juillet 2012 au stade de Wembley où il ouvre le score face aux Émirats arabes unis (victoire 3-1) et devient de ce fait le buteur le plus âgé d'un tournoi olympique, il est alors âgé de 38 ans et 243 jours. Dans son pays natal, au Millennium Stadium de Cardiff, Ryan Giggs ne participe pas à la troisième journée décisive pour la qualification en quart de finale.
Vainqueur du groupe A, la Grande-Bretagne affronte la Corée du Sud, second du groupe B, en quart de finale. La rencontre est à nouveau disputée sur la pelouse du Millennium Stadium de Cardiff devant 70 171 spectateurs. Ryan Giggs entre en jeu à la 85e minute en remplaçant son compatriote Craig Bellamy. À son arrivée sur la pelouse, les Coréens ont ouvert le score à la demi-heure de jeu par Ji Dong-won mais quelques minutes Aaron Ramsey, autre gallois, marque sur penalty. Les Britanniques obtiennent dans la foulé un nouveau pénalty mais Aaron Ramsey voit cette fois sa frappe détournée par le gardien adverse. Lors de la séance des tirs au but, Ryan Giggs réussi sa tentative tout comme l'ensemble des sud-coréens ; l'ultime tir anglais est à nouveau arrêté par le gardien,,,,.
Au total, Ryan Giggs joue quatre matchs pour l'équipe de Grande-Bretagne olympique de football et inscrit un but.

### Reconversion

#### Entraîneur adjoint à Manchester United (2014-2018)
Le 4 juillet 2013, David Moyes, nouvel entraîneur de Manchester United, nomme Ryan Giggs au poste d'entraîneur adjoint aux côtés de Steve Round et Jimmy Lumsden. Après le licenciement de David Moyes le 22 avril 2014, il est désigné pour assurer l'intérim jusqu'à la fin de la saison. il gagne pour son premier match en tant qu'entraîneur principal face a Norwich City (4-0). En revanche, il perd son second match la semaine suivante contre Sunderland AFC (0-1), une équipe jouant le maintien. Le 6 mai 2014, lors de son troisième match, le dernier de la saison à Old Trafford, Ryan Giggs se fait lui-même entrer en jeu. Alors que les Red Devils mènent 2-1 contre Hull City, le Gallois rentre sous une ovation du stade et il offre plus tard une passe décisive à Robin van Persie pour asseoir le succès de son équipe (3-1). À la fin du match, il remercie le public mancunien.
En mai 2014, Ryan Giggs annonce la fin de sa carrière de joueur et déclare qu'il sera adjoint du nouvel entraîneur, Louis van Gaal, alors sélectionneur des Pays-Bas. En avril 2015, ce dernier déclare en conférence de presse préparer Ryan Giggs à être le prochain entraîneur de Manchester United : « En ce moment, j'ai la responsabilité du poste de manager et Giggs a des tâches à effectuer tout comme les joueurs et mon autre adjoint. Mais ce que Giggs doit faire pour moi, il le fait bien, très bien même. Donc j'espère qu'il sera le prochain manager quand je partirai ».

#### Sélectionneur du pays de Galles 2018-2022
Le 15 janvier 2018, il devient sélectionneur du pays de Galles. Début 2021, il est accusé de violences conjugale et est de ce fait suspendu à titre conservatoire par sa fédération jusqu'au procès. En juin 2022 il démissionne de son poste.

## Style de jeu

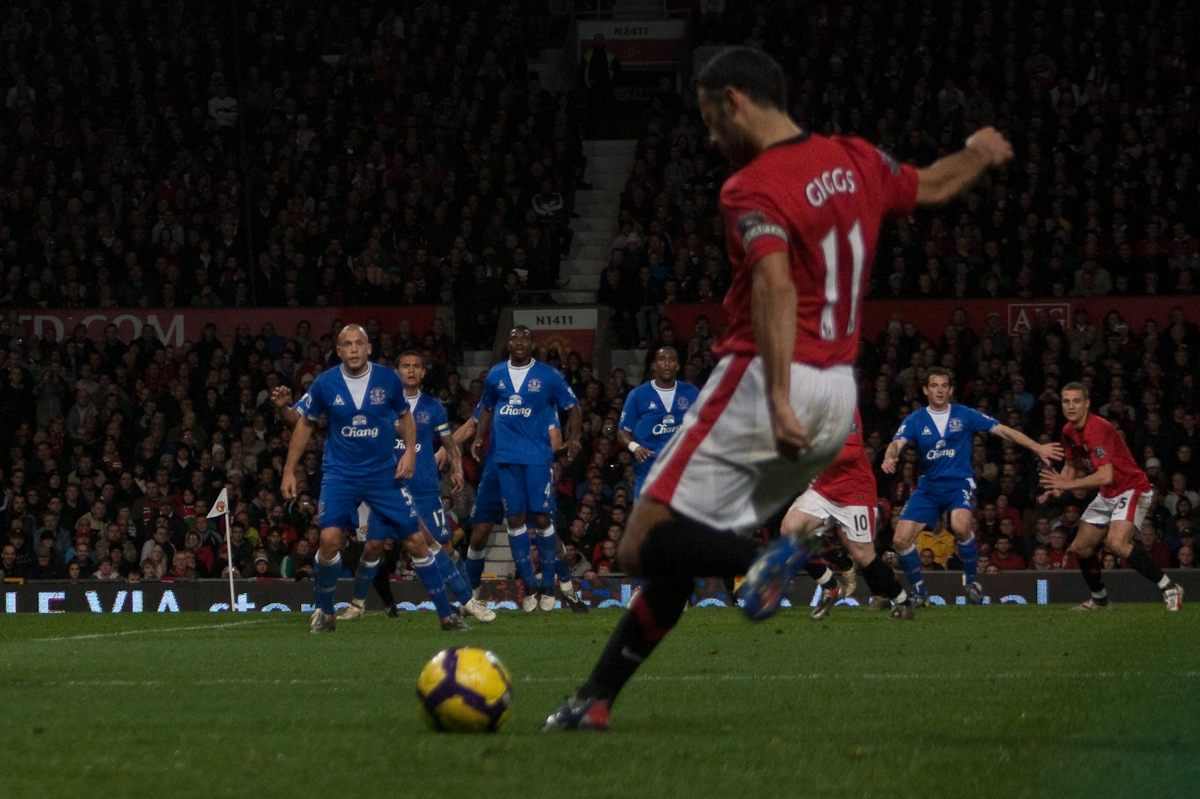
La précision de ses passes et frappes fait de Ryan Giggs un tireur dangereux sur les coups de pied arrêtés.

Ryan Giggs s'installe rapidement sur l'aile gauche de Manchester United, où son sens du dribble, sa vitesse et ses passes précises en font un favori d'Old Trafford qui chante ses exploits : « Ryan Giggs, Running Down The Wing, Feared By The Blues, Loved By The Reds » (Ryan Giggs, il parcourt l'aile, craint par les Bleus, aimé par les Rouges). Il démontre sa capacité à marquer des buts spectaculaires, beaucoup d'entre eux étant présélectionnés pour le prix de « But de la Saison ». On peut citer parmi ses plus beaux buts sa course solitaire contre Arsenal FC pendant le match de replay en demi-finale de la FA Cup 1998-1999 : pendant les prolongations, il récupère le ballon à la suite d'une interception sur Patrick Vieira, puis de son propre camp, dribble toute l'arrière garde londonienne, comprenant Tony Adams, Lee Dixon et Martin Keown avant de tirer du pied gauche sous la barre de David Seaman. Outre la qualité de l'action, ce but est le dernier but jamais marqué dans un match de replay de demi-finale de FA Cup, étant donné qu'à partir de la saison suivante, les demi-finales de Coupe sont jouées sur un seul match avec prolongations et séance de tirs au but si nécessaire. Passeur hors pair, il est le joueur cumulant le plus de passes décisives dans l'histoire de la Premier League (162) et le cinquième dans l'histoire de la Ligue des champions de l'UEFA (31).
Le Gallois est aussi connu pour sa maîtrise de lui-même : en 24 saisons avec Manchester United, il n'a jamais été expulsé. Le seul carton rouge qu'il reçoit dans sa carrière, c'est le 5 septembre 2001 avec le pays de Galles dans un match de qualification pour la Coupe du monde 2002 contre la Norvège ; le milieu de terrain reçoit un deuxième carton jaune à la 86e minute. En novembre 2003, lors d'un match de championnat contre Arsenal FC, plusieurs joueurs des deux équipes sont sanctionnés après une échauffourée. Ryan Giggs écope d'une amende de 7 500 ₤ mais échappe à une suspension. Dans la même semaine, il est suspendu deux matchs internationaux pour avoir délibérément asséné un coup de coude au visage du joueur russe Vadim Ievseïev lors du barrage aller pour l'Euro 2004. L'infraction n'est pas vue par l'arbitre mais il est inculpé après-coup en utilisant la vidéo. Au total, sur plus d'un millier de match dans sa carrière, Ryan Giggs n'est sanctionné que trois fois pour une attitude inappropriée et passe en tout 45 495 minutes au club des gentlemen.

## Statistiques

### Générales par saison
Le tableau suivant résume les statistiques de footballeur professionnel de Ryan Giggs,,,
| Saison                | Club                  | Championnat           | Championnat | Championnat | Championnat | Coupe nationale | Coupe nationale | Coupe nationale | Coupe de la Ligue | Coupe de la Ligue | Coupe de la Ligue | Supercoupe | Supercoupe | Supercoupe | Compétition(s) continentale(s) | Compétition(s) continentale(s) | Compétition(s) continentale(s) | Compétition(s) continentale(s) | Autres compétitions | Autres compétitions | Autres compétitions | Pays de Galles | Pays de Galles | Pays de Galles | Total | Total | Total |
| Saison                | Club                  | Division              | M           | B           | Pd          | M               | B               | gros Pd         | M                 | B                 | Pd                | M          | B          | Pd         | Compétition                    | M                              | B                              | Pd                             | M                   | B                   | Pd                  | M              | B              | Pd             | M     | B     | Pd    |
| --------------------- | --------------------- | --------------------- | ----------- | ----------- | ----------- | --------------- | --------------- | --------------- | ----------------- | ----------------- | ----------------- | ---------- | ---------- | ---------- | ------------------------------ | ------------------------------ | ------------------------------ | ------------------------------ | ------------------- | ------------------- | ------------------- | -------------- | -------------- | -------------- | ----- | ----- | ----- |
| 1990-1991             | Manchester United     | FD                    | 2           | 1           | 0           | 0               | 0               | 0               | 0                 | 0                 | 0                 | -          | -          | -          | -                              | -                              | -                              | -                              | -                   | -                   | -                   | -              | -              | -              | 2     | 1     | 0     |
| 1991-1992             | Manchester United     | FD                    | 38          | 4           | 9           | 3               | 0               | 2               | 8                 | 3                 | 2                 | -          | -          | -          | C2                             | 1                              | 0                              | 0                              | 1                   | 0                   | 0                   | 3              | 0              | 0              | 54    | 7     | 13    |
| 1992-1993             | Manchester United     | PL                    | 41          | 9           | 5           | 2               | 2               | 2               | 2                 | 0                 | 0                 | -          | -          | -          | C3                             | 1                              | 0                              | 0                              | -                   | -                   | -                   | 5              | 1              | 0              | 51    | 12    | 7     |
| 1993-1994             | Manchester United     | PL                    | 38          | 13          | 7           | 7               | 1               | 3               | 8                 | 3                 | 2                 | 1          | 0          | 0          | C1                             | 4                              | 0                              | 1                              | -                   | -                   | -                   | 3              | 1              | 0              | 61    | 18    | 13    |
| 1994-1995             | Manchester United     | PL                    | 29          | 1           | 11          | 7               | 1               | 4               | 0                 | 0                 | 0                 | 1          | 0          | 0          | C1                             | 3                              | 2                              | 0                              | -                   | -                   | -                   | 2              | 1              | 1              | 42    | 5     | 15    |
| 1995-1996             | Manchester United     | PL                    | 33          | 11          | 9           | 7               | 1               | 1               | 2                 | 0                 | 1                 | -          | -          | -          | C3                             | 2                              | 0                              | 1                              | -                   | -                   | -                   | 3              | 1              | 0              | 47    | 13    | 12    |
| 1996-1997             | Manchester United     | PL                    | 26          | 3           | 6           | 3               | 0               | 0               | 0                 | 0                 | 0                 | 1          | 0          | 1          | C1                             | 7                              | 2                              | 0                              | -                   | -                   | -                   | 3              | 0              | 0              | 40    | 5     | 7     |
| 1997-1998             | Manchester United     | PL                    | 29          | 8           | 9           | 2               | 0               | 3               | 0                 | 0                 | 0                 | 1          | 0          | 1          | C1                             | 5                              | 1                              | 2                              | -                   | -                   | -                   | 2              | 1              | 2              | 39    | 10    | 15    |
| 1998-1999             | Manchester United     | PL                    | 24          | 3           | 2           | 6               | 2               | 1               | 1                 | 0                 | 0                 | 1          | 0          | 0          | C1                             | 9                              | 5                              | 2                              | -                   | -                   | -                   | 3              | 0              | 0              | 44    | 10    | 5     |
| 1999-2000             | Manchester United     | PL                    | 30          | 6           | 12          | -               | -               | -               | 0                 | 0                 | 0                 | 1          | 0          | 0          | C1                             | 11                             | 1                              | 2                              | 2                   | 0                   | 1                   | 2              | 2              | 0              | 46    | 9     | 15    |
| 2000-2001             | Manchester United     | PL                    | 35          | 5           | 8           | 2               | 0               | 0               | 0                 | 0                 | 0                 | 1          | 0          | 0          | C1                             | 11                             | 2                              | 3                              | -                   | -                   | -                   | 6              | 0              | 0              | 51    | 7     | 8     |
| 2001-2002             | Manchester United     | PL                    | 25          | 7           | 12          | 1               | 0               | 0               | 0                 | 0                 | 0                 | 1          | 0          | 1          | C1                             | 13                             | 2                              | 4                              | -                   | -                   | -                   | 4              | 0              | 1              | 44    | 9     | 17    |
| 2002-2003             | Manchester United     | PL                    | 36          | 8           | 10          | 3               | 2               | 0               | 5                 | 0                 | 0                 | -          | -          | -          | C1                             | 15                             | 5                              | 4                              | -                   | -                   | -                   | 4              | 1              | 2              | 63    | 16    | 15    |
| 2003-2004             | Manchester United     | PL                    | 33          | 7           | 11          | 5               | 0               | 6               | 0                 | 0                 | 0                 | 1          | 0          | 0          | C1                             | 8                              | 1                              | 5                              | -                   | -                   | -                   | 8              | 0              | 0              | 55    | 8     | 22    |
| 2004-2005             | Manchester United     | PL                    | 32          | 6           | 9           | 4               | 0               | 0               | 1                 | 1                 | 0                 | 1          | 0          | 0          | C1                             | 6                              | 2                              | 1                              | -                   | -                   | -                   | 3              | 0              | 0              | 47    | 9     | 10    |
| 2005-2006             | Manchester United     | PL                    | 27          | 2           | 7           | 2               | 1               | 0               | 3                 | 0                 | 1                 | -          | -          | -          | C1                             | 5                              | 1                              | 1                              | -                   | -                   | -                   | 5              | 3              | 0              | 42    | 7     | 10    |
| 2006-2007             | Manchester United     | PL                    | 30          | 4           | 7           | 6               | 0               | 2               | 0                 | 0                 | 0                 | -          | -          | -          | C1                             | 8                              | 2                              | 7                              | -                   | -                   | -                   | 8              | 1              | 0              | 52    | 7     | 16    |
| 2007-2008             | Manchester United     | PL                    | 31          | 3           | 4           | 2               | 0               | 3               | 0                 | 0                 | 0                 | 1          | 1          | 0          | C1                             | 9                              | 0                              | 2                              | -                   | -                   | -                   | -              | -              | -              | 43    | 4     | 9     |
| 2008-2009             | Manchester United     | PL                    | 28          | 2           | 7           | 2               | 0               | 2               | 4                 | 1                 | 3                 | 1          | 0          | 0          | C1                             | 11                             | 1                              | 3                              | 1                   | 0                   | 3                   | -              | -              | -              | 47    | 4     | 18    |
| 2009-2010             | Manchester United     | PL                    | 25          | 5           | 9           | 1               | 0               | 0               | 2                 | 1                 | 1                 | 1          | 0          | 1          | C1                             | 3                              | 1                              | 1                              | -                   | -                   | -                   | -              | -              | -              | 32    | 7     | 12    |
| 2010-2011             | Manchester United     | PL                    | 25          | 2           | 6           | 3               | 1               | 1               | 1                 | 0                 | 0                 | 1          | 0          | 0          | C1                             | 8                              | 1                              | 5                              | -                   | -                   | -                   | -              | -              | -              | 38    | 4     | 12    |
| 2011-2012             | Manchester United     | PL                    | 25          | 2           | 8           | 2               | 0               | 0               | 1                 | 1                 | 0                 | 0          | 0          | 0          | C1+C3                          | 3+2                            | 1+0                            | 2+0                            | -                   | -                   | -                   | -              | -              | -              | 33    | 4     | 10    |
| 2012-2013             | Manchester United     | PL                    | 22          | 2           | 3           | 4               | 1               | 2               | 1                 | 2                 | 1                 | -          | -          | -          | C1                             | 5                              | 0                              | 0                              | -                   | -                   | -                   | -              | -              | -              | 32    | 5     | 6     |
| 2013-2014             | Manchester United     | PL                    | 12          | 0           | 0           | 0               | 0               | 0               | 2                 | 0                 | 0                 | 1          | 0          | 0          | C1                             | 7                              | 0                              | 1                              | -                   | -                   | -                   | -              | -              | -              | 22    | 0     | 1     |
| Total sur la carrière | Total sur la carrière | Total sur la carrière | 672         | 114         | 171         | 74              | 12              | 27              | 41                | 12                | 11                | 15         | 1          | 4          | -                              | 157                            | 30                             | 47                             | 4                   | 0                   | 4                   | 64             | 12             | 6              | 1027  | 181   | 270   |

Note : La Ligue des champions de l'UEFA recense officiellement les passes décisives depuis la saison 2001-2002.

### Buts internationaux
Avec le Pays de Galles :
| But | Date             | Lieu                                | Adversaire      | Score | Résultat  | Compétition                                               |
| --- | ---------------- | ----------------------------------- | --------------- | ----- | --------- | --------------------------------------------------------- |
| 1   | 31 mars 1993     | Cardiff Arms Park (Pays de Galles)  | Belgique        | 2–0   | Victoire  | Tours préliminaires à la Coupe du monde de football 1994  |
| 2   | 8 septembre 1993 | Cardiff Arms Park (Pays de Galles)  | Tchéquie        | 2–2   | Match nul | Tours préliminaires à la Coupe du monde de football 1994  |
| 3   | 7 septembre 1994 | Cardiff Arms Park (Pays de Galles)  | Albanie         | 2–0   | Victoire  | Éliminatoires du Championnat d'Europe de football 1996    |
| 4   | 2 juin 1996      | Stade de Saint-Marin (Saint-Marin)  | Saint-Marin     | 5–0   | Victoire  | Tours préliminaires à la Coupe du monde de football 1998  |
| 5   | 11 novembre 1997 | Stade Roi Baudouin (Belgique)       | Belgique        | 2–3   | Défaite   | Tours préliminaires à la Coupe du monde de football 1998  |
| 6   | 4 septembre 1999 | Stade Dinamo (Biélorussie)          | Biélorussie     | 2–1   | Victoire  | Éliminatoires du Championnat d'Europe de football 2000    |
| 7   | 29 mars 2000     | Millennium Stadium (Pays de Galles) | Finlande        | 1–2   | Défaite   | Match amical                                              |
| 8   | 29 mars 2003     | Millennium Stadium (Pays de Galles) | Azerbaïdjan     | 4–0   | Victoire  | Éliminatoires du Championnat d'Europe de football 2004    |
| 9   | 8 octobre 2005   | Windsor Park (Irlande du Nord)      | Irlande du Nord | 3–2   | Victoire  | Phase qualificative de la Coupe du monde de football 2006 |
| 10  | 12 octobre 2005  | Millennium Stadium (Pays de Galles) | Azerbaïdjan     | 2–0   | Victoire  | Phase qualificative de la Coupe du monde de football 2006 |
| 11  | 12 octobre 2005  | Millennium Stadium (Pays de Galles) | Azerbaïdjan     | 2–0   | Victoire  | Phase qualificative de la Coupe du monde de football 2006 |
| 12  | 28 mars 2007     | Millennium Stadium (Pays de Galles) | Saint-Marin     | 3–0   | Victoire  | Éliminatoires du Championnat d'Europe de football 2008    |

Avec la Grande-Bretagne :
| But | Date            | Lieu                          | Adversaire          | Score | Résultat | Compétition                                                    |
| --- | --------------- | ----------------------------- | ------------------- | ----- | -------- | -------------------------------------------------------------- |
| 1   | 29 juillet 2012 | Stade de Wembley (Angleterre) | Émirats arabes unis | 3–1   | Victoire | Tournoi masculin de football aux Jeux olympiques d'été de 2012 |

## Palmarès
Manchester United : 35 titres
- Ligue des champions (2)
  - Vainqueur : 1999, 2008
  - Finaliste : 2009 et 2011
- Coupe du monde des clubs de la FIFA (1)
  - Vainqueur : 2008
- Coupe intercontinentale (1)
  - Vainqueur : 1999
- Supercoupe de l'UEFA (1)
  - Vainqueur : 1991
- Championnat d'Angleterre (13)
  - Champion : 1993, 1994, 1996, 1997, 1999, 2000, 2001, 2003, 2007, 2008, 2009, 2011 et 2013
  - Vice-champion : 1992, 1995, 1998, 2006, 2010 et 2012
- Coupe d'Angleterre (4)
  - Vainqueur : 1994, 1996, 1999, 2004
- League Cup (4)
  - Vainqueur : 1992, 2006, 2009, 2010
- Community Shield (9)
  - Vainqueur : 1993, 1994, 1996, 1997, 2003, 2007, 2008, 2010, 2013

### Distinctions individuelles
- Jeune joueur de l'année PFA (en) en 1992 et 1993
- Trophée Bravo de meilleur jeune européen en 1993
- Membre de l'équipe type de Premier League en 1993, 1998, 2001, 2002, 2007 et 2009
- Joueur gallois de l'année (en) en 1996 et 2006
- But de l'année en Angleterre en 1999
- Membre de l'Équipe de la décennie 1992-2002 de la Premier League[100]
- Membre de l'équipe de la décennie 1992-2002 de la Ligue des champions de l'UEFA
- Intégré à l'English Football Hall of Fame en 2005
- Joueur du mois du championnat d'Angleterre en août 2006 et février 2007
- Membre de l'Équipe du siècle PFA (en) en 2007
- Officier de l'ordre de l'Empire britannique (pour services rendus au football) en 2007
- Sportif de l'année (BBC Sport) en 2009
- Joueur de l'année PFA du championnat d'Angleterre de football en 2009
- Élu meilleur joueur de l'histoire de Manchester United par un vote des supporters en 2011
- Lauréat du Golden Foot en 2011

### Records
- Ryan Giggs était le joueur le plus titré de l'histoire du football avec 35 titres à son actif mais se fit dépasser par Dani Alves en 2018.
- C'est le seul joueur à avoir gagné treize titres de champion d'Angleterre.
- Ryan Giggs est le joueur qui a disputé le plus de matchs avec le même club en Europe.
  - Conséquemment c'est le joueur qui a disputé le plus de matchs sous le maillot de Manchester United avec 963 matchs, dépassant ainsi le record de 758 matches détenu par Bobby Charlton jusqu'au 21 mai 2008.
- Ryan Giggs est le seul joueur à avoir marqué lors de 21 saisons consécutives de Premier League.
- C'est le joueur le plus âgé à marquer aux Jeux Olympiques (38 ans et 243 jours).
- Ryan Giggs est le joueur qui a réalisé le plus de passes décisives dans l'histoire de la Premier League (162)[1].
- Il n’a jamais été expulsé de sa carrière avec Manchester United.

## Vie privée
En octobre 2002, EA Sports annonce que Ryan Giggs fait la couverture du jeu FIFA Football 2003 aux côtés de Roberto Carlos et Edgar Davids.
En août 2006, Ryan Giggs devient ambassadeur de l'UNICEF au Royaume-Uni.
Marié depuis septembre 2007 avec Stacey Cooke, ils ont deux enfants nés en 2003 et 2006,.
En mai 2011, la presse britannique révèle des aventures extraconjugales de Ryan Giggs avec la mannequin anglais et ancienne candidate de télé-réalité, Imogen Thomas (en). Le mois suivant, la femme de son frère révèle que le footballeur mancunien est son amant depuis huit ans. Ces deux affaires ternissent l'image de Ryan Giggs au Royaume-Uni,,,.
En mars 2014, il achète le club de Salford City avec ses anciens coéquipiers Paul Scholes, Nicky Butt, Gary Neville et Phil Neville.